# Antoine Sfeir
Pour les articles homonymes, voir Sfeir.
Antoine Sfeir, né le 25 novembre 1948 à Beyrouth et mort le 1er octobre 2018 à Paris, est un journaliste et politologue franco-libanais, auteur de nombreux ouvrages sur des sujets liés au Proche-Orient et au monde musulman.
Fondateur des Cahiers de l'Orient, il a présidé le Centre d'études et de réflexion sur le Proche-Orient (Cerpo) et l'Institut libre d'étude des relations internationales (ILERI), et enseigné les relations internationales au CELSA.

## Biographie

### Enfance
Antoine Sfeir naît le 25 novembre 1948 à Beyrouth (Liban), au sein d'une famille de chrétiens maronites. À un an et demi, il contracte la poliomyélite. De cette maladie, il conserve toute sa vie un léger défaut à la lèvre (paralysie faciale), qu'il qualifiera ironiquement de « sourire sarcastique ».
Il effectue ses études au collège Notre-Dame de Jamhour puis à l'université Saint-Joseph de Beyrouth, dirigées par les Jésuites, et entame des études en médecine.

### Carrière
En parallèle de ses études, il envoie des articles au journal libanais Le Jour. Séduit par la qualité de ses écrits, le journal lui confie la rubrique hebdomadaire « Le Jour des jeunes », puis l'embauche. Il devient alors journaliste et coresponsable du service international du quotidien, renommé L'Orient-Le Jour à la suite de la fusion avec L'Orient, l'autre titre francophone libanais. Il réoriente ses études vers le droit et les sciences politiques. Toujours pour L'Orient-Le Jour, il couvre l'actualité au Moyen-Orient, notamment la guerre civile qui survint dans son pays et menace le journal francophone car ce dernier prend position pour le camp chrétien ; son siège est situé en plein Beyrouth-Ouest, le fief à l'époque des forces dites « islamo-progressistes », alliées à l’OLP.
Le 13 juin 1976, il est enlevé par des miliciens du Front de libération de la Palestine. Il est séquestré pendant sept jours, durant lesquels il est torturé (baïonnette dans le dos, coups de crosse sur les doigts et dans la mâchoire, ongles arrachés). « Cet événement a renforcé chez moi le refus de l’émotion dans le métier. J’ai appris aussi une chose après ça, c’est que j’avais envie de transmettre, et cela ne s’est jamais arrêté. J’étais déterminé et j’ai eu la chance de retravailler très vite dans le journalisme. Un métier dont on ne se lasse pas et où on apprend tous les jours. On est à la fois étudiant et transmetteur… »
Cet épisode lui laisse notamment des séquelles physiques et le pousse à quitter le Liban pour se réfugier en France, où il arrive le 3 septembre 1976. Il y est accueilli par la presse catholique française (La Croix et Pèlerin). Ses connaissances sur les pays arabes et le monde musulman font qu'il devient vite un expert sollicité par les médias français pour décrypter l'actualité du Moyen-Orient.
Il travaille alors pour de nombreux titres : Le Point, Quotidien de Paris, L'Événement du jeudi, ainsi que les revues Études, Esprit, Afrique et Asie modernes et Politique internationale. En 1977, il participe à la fondation du journal J'informe. En 1985, il fonde Les Cahiers de l'Orient, revue de réflexion sur le monde arabo-musulman. Cette revue, qui accroît la notoriété d'Antoine Sfeir, se veut être une fenêtre ouverte sur la Méditerranée et repose sur une charte rédactionnelle fondée sur la francophonie.
Il est consultant de diverses émissions radio (Europe 1, BFM Business) ou télévisées (France 24, iTélé, BFM TV) sur les thèmes de l'islam et du monde arabe. Il est régulièrement l'invité d'Yves Calvi dans l'émission C dans l'air.
Il apparaît furtivement dans le film Secret Défense.
En 2005, sur demande conjointe du président de la République, Jacques Chirac, et du Premier ministre, Dominique de Villepin, il lance avec Jean-Michel Quillardet, ancien grand maître du Grand Orient de France, l'Observatoire de la laïcité, qui se définit comme « un groupe d'étude et de prospective afin de renforcer le principe de laïcité comme constitutif de la République et de la démocratie ».
En septembre 2014, il devient président de l'Institut libre d'étude des relations internationales (ILERI) ; il a notamment pour prédécesseurs René Cassin, Edgar Faure ou encore Raymond Barre.
Antoine Sfeir gagne en 2003 un procès en diffamation intenté par Tariq Ramadan, à la suite de la publication d'un entretien accordé en janvier 2002 à Lyon Mag dans lequel le journaliste avait qualifié Ramadan de « fondamentaliste charmeur spécialiste du double langage »,.
Il est un temps critiqué pour avoir fait « l'apologie du régime tunisien » de Ben Ali dans plusieurs de ses écrits,, notamment Tunisie, terre de paradoxes. Il est révélé que l'ambassade de Tunisie en France aurait acheté 2 000 exemplaires de ce livre aux éditions de l'Archipel, et achetait chaque numéro des Cahiers de l’Orient consacré à la Tunisie entre 500 et 1 000 exemplaires. Antoine Sfeir reconnaît la corruption du régime tunisien fin 2009 dans un éditorial des Cahiers de l'Orient, mais considère toujours « le peuple tunisien comme un exemple pour toute la région au niveau de l'éducation, de la modernisation et de l'intégration régionale, ainsi que pour la lutte contre l'intégrisme religieux ». En 2011, après la chute du régime de Ben Ali, il fait son mea culpa : « Je l’avoue sans problème : je me suis trompé lourdement sur la Tunisie. »
Antoine Sfeir est franc-maçon, membre de la Grande Loge de France. 
Souffrant d'un cancer, il s'éloigne du monde médiatique, mais continue à donner des conférences. Il meurt dans la nuit du 30 septembre au 1er octobre 2018, à l’âge de 69 ans dans le 15e arrondissement de Paris. Ses obsèques se déroulent le 5 octobre 2018, à la paroisse Notre-Dame du Liban, en présence de quelque 500 personnes, dont l'ambassadeur du Liban et l'envoyé d'Emmanuel Macron, qui a procédé à la lecture d'un message de la part du président français.

### Famille
Antoine Sfeir est père de trois filles, dont l'aînée, Marie-José, est sa collaboratrice dans la revue trimestrielle Les Cahiers de l'Orient.

## Décorations
- Officier de la Légion d'honneur[19]
- Officier de l'ordre national du Mérite.

## Ouvrages
- Antoine Sfeir, L'Argent des Arabes, Hermé, 1992
- Antoine Sfeir, L'Atlas des religions, Perrin, 1993, réédition 1999
- Antoine Sfeir, Les Réseaux d'Allah, Plon, 1997, réédition 2011
- Antoine Sfeir, Dictionnaire mondial de l'islamisme, Plon, 2002
- Antoine Sfeir, René Andrau, Liberté, égalité, islam : la république face au communautarisme, Tallandier, 2005
- Antoine Sfeir et Yves Montenay, La langue française face à la mondialisation, Les Belles Lettres, 2005
- Antoine Sfeir, L'islam en 50 clés, Bayard, 2006
- Antoine Sfeir, Vers l'Orient compliqué, Grasset, 2006
- Antoine Sfeir, Tunisie, Terre de paradoxes, L'Archipel, 2006
- Antoine Sfeir et Nicole Bacharan, Américains-arabes : L'affrontement, Le Seuil, 2006
- Antoine Sfeir, Brève histoire de l'islam à l'usage de tous, Bayard, 2007
- Antoine Sfeir, Les Islamismes d'hier à aujourd'hui, Lignes de repères, 2007
- Antoine Sfeir, Al-Qaïda menace la France, Le Cherche midi, 2007
- Antoine Sfeir et Théo Klein, Israël survivra-t-il ?, L'Archipel, 2008
- Antoine Sfeir, Vers l'Orient compliqué, Grasset; éd. poche : Paris, Le Livre de poche, 2008
- Antoine Sfeir et Ghaleb Bencheikh, Lettre ouverte aux islamistes, Bayard, 2008
- Antoine Sfeir et Collectif, Chrétiens d'Orient : Et s'ils disparaissaient ?, Bayard, 2009
- Antoine Sfeir et Collectif, Dictionnaire géopolitique de l'islamisme, Bayard, 2009
- Antoine Sfeir et Christian Chesnot, Orient-Occident : Le choc?, Calmann-Lévy, 2009, 304 p. (ISBN 978-2-7021-3970-7, BNF 41414367)
- Antoine Sfeir, Brève histoire de l'islam à l'usage de tous, Bayard, 2009
- Antoine Sfeir et Collectif, Dictionnaire du Moyen-Orient, Bayard, 2011
- Antoine Sfeir, L'Islam contre l'islam, l'interminable guerre des chiites et des sunnites, Paris, Grasset, 2012 (ISBN 978-2-246-76401-4, BNF 43514776)